# N-bromosuccinimmide
La N-bromosuccinimmide o NBS è un'immide dell'acido succinico, bromurata sull'atomo di azoto.

## Preparazione
La N-bromosuccinimmide può essere facilmente sintetizzata tramite l'addizione di bromo ed idrossido di sodio ad una soluzione di succinimmide in acqua e ghiaccio. L'NBS cristallizza e precipita, e viene comodamente estratta tramite una filtrazione.
La NBS grezza offre una migliore resa nella reazione di Wohl-Ziegler. Può essere purificata mediante ricristallizzazione da acqua a 90–95 °C (10 g di NBS ogni 100 mL).

## Reazioni

### Addizione agli alcheni
La N-bromosuccinimmide reagisce con alcheni in solventi acquosi per dare bromoidrine. Le condizioni preferite sono l'aggiunta parziale di NBS a una soluzione di alchene in soluzione acquosa al 50% di DMSO, DME, THF o terz-butanolo a 0 °C.  La formazione di uno ione bromonio e l'attacco immediato da parte dell'acqua danno forti addizioni di Markovnikov e stereospecificità anti.
Le reazioni collaterali includono la formazione di α-bromochetoni e composti di dibromo. Questi possono essere ridotti al minimo mediante l'uso di NBS appena ricristallizzata.
Con l'aggiunta di nucleofili, invece dell'acqua, si possono sintetizzare vari alcani bifunzionali.

### Bromurazione allilica e benzilica
Le condizioni standard per l'utilizzo di NBS nella bromurazione allilica e/o benzilica implicano il reflusso di una soluzione di NBS in CCl4 anidro con un iniziatore radicale, di solito azobisisobutirronitrile (AIBN) o perossido di benzoile, irradiazione o tutti e due assieme per effettuare l'iniziazione radicale. Gli intermedi radicali allilici e benzilici formati durante questa reazione sono più stabili rispetto ad altri radicali del carbonio e i principali prodotti sono bromuri allilici e benzilici. Questa è anche chiamata la reazione di Wohl-Ziegler.
Il tetracloruro di carbonio deve essere mantenuto anidro durante la reazione, poiché la presenza di acqua può probabilmente idrolizzare il prodotto desiderato.  Viene spesso aggiunto carbonato di bario per mantenere condizioni anidre e prive di acidi.

### Bromurazione di derivati carbonilici
L'NBS può α-bromurare derivati carbonilici attraverso una via radicale (come sopra) o tramite catalisi acida. Ad esempio, il cloruro di esanoile può essere bromurato in posizione alfa mediante NBS con catalisi acida.
La reazione di enolati, enol eteri o enol acetati con NBS è il metodo preferito di α-bromurazione in quanto ha alte rese e pochi prodotti collaterali.

### Bromurazione di derivati aromatici
Composti aromatici ricchi di elettroni, come fenoli, aniline e vari eterocicli aromatici, possono essere bromurati usando NBS.  L'uso della DMF come solvente offre alti livelli di para-selettività.

### Riarrangiamento di Hofmann
La N-bromosuccinimmide, in presenza di una base forte, come DBU, reagisce con le ammidi primarie per produrre un carbammato attraverso il riarrangiamento di Hofmann.

### Ossidazione selettiva di alcoli
È raro, ma è possibile per NBS ossidare gli alcoli. Eliah James Corey ha scoperto che si possono ossidare selettivamente alcoli secondari in presenza di alcoli primari usando NBS in dimetossietano acquoso.

### Decarbossilazione ossidativa di α-aminoacidi
L'NBS bromica elettrofilicamente l'ammina, che è seguita dalla decarbossilazione e dal rilascio di un'ammina. Un'ulteriore idrolisi produrrà un'aldeide e ammoniaca.

## Precauzioni
Sebbene l'NBS sia più facile e sicuro da maneggiare rispetto al bromo, è necessario prendere precauzioni per evitare l'inalazione. L'NBS deve essere conservata in frigorifero, e si decompone nel tempo emettendo bromo.
In generale, le reazioni che coinvolgono NBS sono esotermiche. Pertanto, è necessario adottare ulteriori precauzioni se utilizzata su larga scala.